# Occidozyga floresianus
Occidozyga floresianus é uma espécie de anfíbio da família Ranidae.
É endémica da Indonésia.
Os seus habitats naturais são: florestas secas tropicais ou subtropicais , pântanos, marismas de água doce, marismas intermitentes de água doce e áreas agrícolas temporariamente alagadas.